# Banajawad, Athni
Banajawad là một làng thuộc tehsil Athni, huyện Belgaum, bang Karnataka, Ấn Độ.